# Мухаммед Ель-Саєд
Мухаммед Ель-Саєд (араб. محمد السيد; англ. Mohamed El-Sayed; нар. 22 березня, 1973, Александрія) — єгипетський боксер, бронзовий призер Олімпійських ігор.

## Спортивна кар'єра
2003 року Мухаммед Ель-Саєд завоював срібну медаль на Африканських іграх в Нігерії. В фіналі він програв місцевому боксеру Емануелю Ізонрітеі.

### Виступ на Олімпіаді 2004
- Переміг Ігора Алборова (Узбекистан) — 18(+)-18
- Переміг Адама Форсайта (Австралія) — 27-12

На півфінальний двобій з Віктором Зуєвим (Білорусь) Мухаммед не вийшов, пославшись на отриману в чвертьфіналі травму руки, і задовольнився бронзовою медаллю. Тренер Зуєва Анатолій Гришук прогнозував відмову єгиптянина від бою через те, що під час спарингу в Алушті за місяць до Олімпіади Зуєв надіслав Ель-Саєда в важкий нокаут.